# WDC 65816/65802
W65C816S (а також 65C816 або 65816) — 16-бітний мікропроцесор, розроблений компанією Western Design Center (WDC). W65C816S є покращеною версією 8-бітного WDC 65C02 (що має NMOS-логіку), який являє собою копію мікропроцесора 6502 від компанії MOS Technology з поліпшеною CMOS. Число 65 в назві з'явилося завдяки його сумісності з 65C02, а 816 означає, що регістри мікропроцесора можуть мати довжину як 8, так і 16 біт в залежності від вимог.

## Архітектура мікропроцесора
Крім доступності 16-бітних регістрів, в W65C816S є можливість адресувати до 24 біт пам'яті (адресний простір 16 мегабайт), розширений набір інструкцій, 16-бітний покажчик стека, а також кілька нових електричних сигналів для кращого управління апаратним забезпеченням.
При перезапуску, W65C816S запускається в режимі «емуляції» — це означає, що він, по суті, працює як 65C02. При наступному перезапуску мікропроцесор може бути переключено в «основний режим» — в ньому будуть доступні всі додаткові функції, але, здебільшого, зворотна сумісність з 65C02 залишиться.

## Історія створення
Створення W65C816S почалося в 1982 рік у після того, як Білл Менш (англ. Bill Mensch) — засновник і головний виконавчий директор WDC — почав переговори з Apple Computer про створення нової серії персональних комп'ютерів Apple II. Компанія Apple хотіла отримати мікропроцесор, який буде забезпечувати сумісність з програмним забезпеченням для 65C02 (який використовувався в Apple IIc), але з можливістю адресувати більше пам'яті і зберігати 16-бітні слова. Таким чином, в березні 1984-го року був створений процесор 65C816, його зразки були передані Apple і Atari. На основі 65C816 Apple побудувала свій комп'ютер Apple IIGS.
У 90-х роках 65C816 (а також його предок 65C02) були переведені на повністю статичне ядро, що дозволяло зберігати всі дані в регістрах без отримання тактового сигналу. Ця нова функція, а також використання пам'яті SRAM, дозволила виробляти нові версії процесорів, які споживають мінімальну кількість енергії при переході в режим сну.

## Архітектурні особливості
- 24 режими адресування, включно з 13 оригінальними режимами процесора 6502
- Однобайтові команди
- Команди копіювання блоків пам'яті
- Інструкції Wait-for-Interrupt (WAI) і Stop-the-Clock (STP), що крім зменшення енергоспоживання і покращення часу відгуку на переривання дозволяють також синхронізацію з зовнішніми подіями
- Інструкції співпроцесора (COP), з відповідними векторами переривань (дозволяють інтеграцію, зокрема, з математичним співпроцесором)
- Зарезервована інструкція (WDM) для майбутніх двобайтових команд («WDM» — це ініціали Вільяма Д. Менша англійською мовою)

## Використання мікропроцесора
- Acorn Communicator(інші мови)
- Apple II  GS (інші мови)
- C-One(інші мови) (стандартна картка CPU/RAM)
- Super Nintendo Entertainment System (центральний процесор Ricoh 5A22(інші мови) заснований на 65C816)
- Super Mario RPG: Legend of the Seven Stars(інші мови) (центральний процесор картіріджа Nintendo SA-1(інші мови) заснований на 65C816)